# 蒲郡競艇場
蒲郡競艇場（がまごおりきょうていじょう）は、愛知県蒲郡市にある競艇場である。

## 歴史

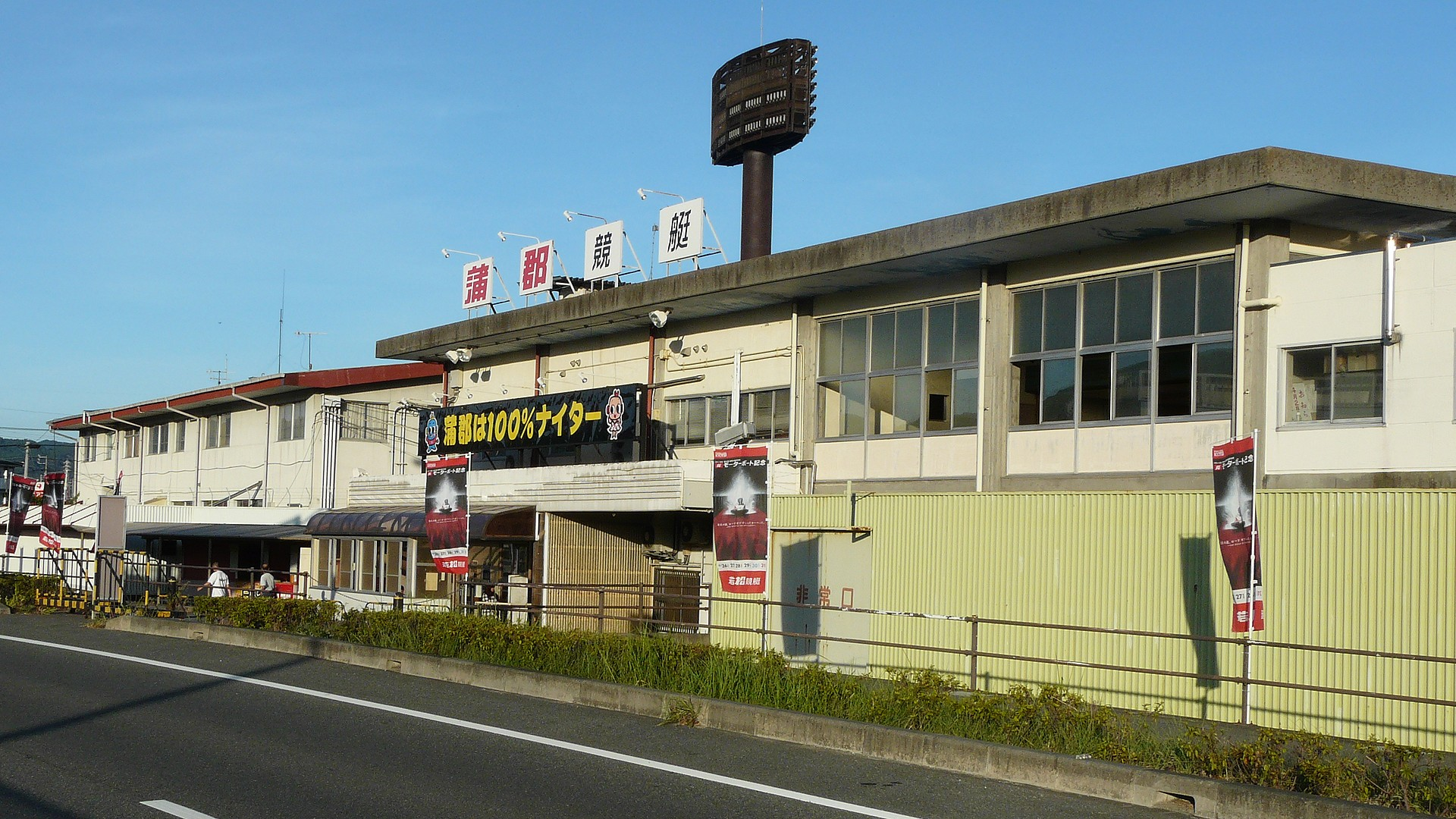
建て替え前の蒲郡競艇場スタンド（2008年）

施行者は蒲郡市。通称は、BOAT RACE蒲郡（ボートレースがまごおり）、2009年までは蒲郡ボート。
全国の競艇場では23番目の開業。戦後の復興資金確保のために、蒲郡市・岡崎市で同時期に競艇開催計画が持ち上がった。蒲郡市は塩津海岸、鶴ヶ浜海岸に開設を予定、岡崎市は菅生川沿岸に開設を予定していた。愛知県は両市からの打診に対し、2ヶ所は許可できないため共同開催を提案し、13号台風により壊滅的被害を受けた塩津地区の塩田跡地を競艇場用地に転用することで両市による蒲郡市での共同開催となった。
2006年（平成18年）からすべてのレースをナイター競走で施行されることとなった。これにより売上げが大幅に増加し、2008年度の年間売上げでは約1005億7700万円と1000億円越えを達成し、長く首位の座を守ってきた住之江競艇場（大阪府）を抜いて首位に立った。以後も全国の競艇場の中で売上上位に位置している。
レース場および周辺ではさまざまなイベントが催される。代表的なものにITU（国際トライアスロン連合）トライアスロンワールドカップ蒲郡大会、農林水産祭、フリーマーケットin蒲郡などが開催される。夏季には昭和アーケードという催事を行う（2006年より毎年開催、2008年は昭和ハワイアンアーケード）。夏に行われる「なつかしアーケード」では、ビールの販売がある。普通、競艇場は酒の販売はされていない。
実況は2023年4月迄メディアターナーに所属していた高橋貴隆が担当。唸り声や巻き舌を特徴としており、演歌で言う所のこぶしを利かせるなどユニークな実況で知られる。2022年4月からは、2020年3月迄浜名湖競艇場で実況を務めていた山口新之輔が実況に携わる事(1〜6レース)があったが、山口は2025年4月より常滑競艇場を担当。高橋も常滑競艇場での実況に交わっていた事がある。2023年4月で高橋・山口はメディアターナーを退社している。2025年3月からは梶西達が実況に交わっており、梶西は他の多くの競艇場で不定期で実況に合流している。

## 運営
2010年3月31日まで蒲郡市と岡崎市が共催していたが、現在は蒲郡市が単独で事業を行っている。
共催していたころは、職員の配置などの運営は蒲郡市が主体となって行い、開催日数のうち約3分の2を主催し、岡崎市は約3分の1を主催していた。初レース開催から、収益は蒲郡市が受け取り、岡崎市には売上金の1％を交付金として支払う方式が取られてきたが、バブル崩壊後に売上高の低迷してからは岡崎市の取り分が蒲郡市を上回るようになっていた。
こうした事態に対して、2005年度に50年ぶりに分配方式を改定し、レースの開催日数に応じて利益を按分する方式が取られた。しかし、翌年度より収益が好転し、岡崎市の分配金は約5億円となり、蒲郡市が一般会計に繰り入れた約6億円に匹敵する額となったため、蒲郡市は岡崎市に「収益の10％、上限1億円」の再改定を提案したが岡崎市は反発していた。このことや、景気の急速な悪化、ナイター開催で持ち直していた売り上げが他の競艇場のナイター参入により不透明になったことや、施設の改修などが必要なことから、岡崎市は2009年度をもって事業の撤退を決定した。

## 年表

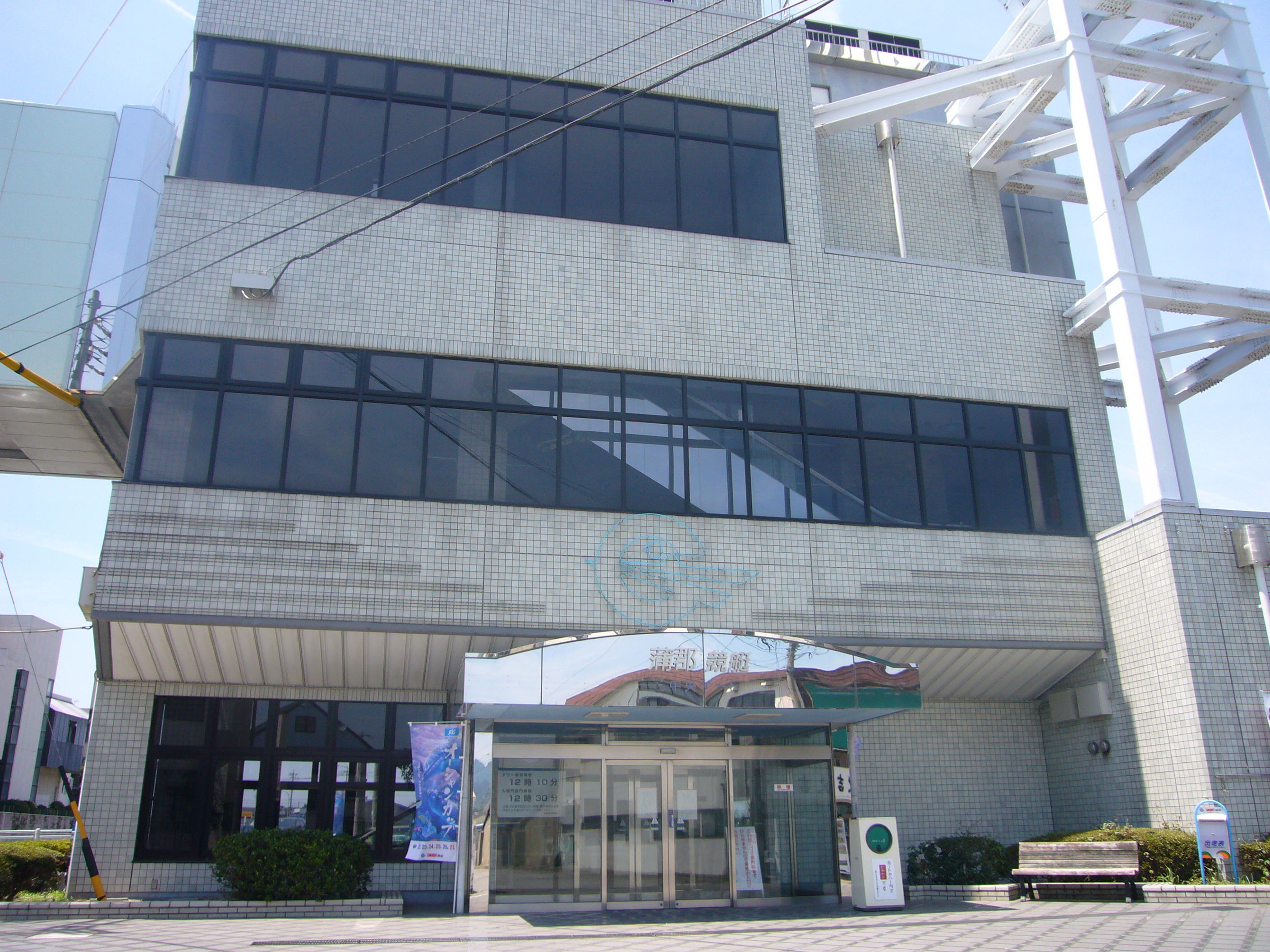
中央ゲート

- 1954年（昭和29年）10月 - 蒲郡観光開発株式会社設立[3]。前年の台風13号による高潮の被害を受け壊滅した塩津地区の塩田跡を買収。
- 1955年（昭和30年）3月18日 - 競艇事業施行者指定申請により愛知競艇株式会社が施設会社として認可される。
- 1955年（昭和30年）5月6日 - 愛知競艇株式会社が蒲郡観光開発株式会社を継承し蒲郡競艇場建設工事に着手する。
- 1955年（昭和30年）8月13日 - 愛知競艇株式会社が初レースを開催する。売上金は505万7,200円、入場者数1万2,118人[5]。
- 1955年（昭和30年）12月15日 - 当時日本競艇界最高の払戻金33万8,850円が蒲郡競艇場で記録される（4,518枚中1枚が当たる確率）[3]。
- 1956年（昭和31年）7月1日 - 蒲郡市・岡崎市モーターボート競走施行組合設立[3]。
- 1957年（昭和32年）11月15日 - 蒲郡市は愛知競艇株式会社の株式の全株を買収する。
- 1958年（昭和33年）4月10日 - メインスタンド完成する[3]。
- 1958年（昭和33年）9月16日 - 蒲郡市が単独で競艇事業を開催することを蒲郡市議会で議決する。
- 1958年（昭和33年）9月30日 - 蒲郡・岡崎モーターボート競走施行組合を解散[3]。
- 1958年（昭和33年）10月1日 - 蒲郡市直営となり[3]岡崎市と施行運営契約を結ぶ。蒲郡市は競艇事業課を設立する。
- 1959年（昭和34年）6月1日 - メインスタンド東側に第1スタンドが完成する[3]。
- 1959年（昭和34年）9月26日 - 伊勢湾台風により施設のほとんどが流出[3]。廃止議論が高まる。
- 1959年（昭和34年）10月 - 市議会により存続が決定する。
- 1959年（昭和34年）12月15日 - 伊勢湾台風後の復旧工事が完成し、再開する[3]。
- 1960年（昭和35年）12月 - メインスタンド西側に第2スタンドが完成する[3]。
- 1961年（昭和36年）7月7日 - 入場門とアーケードが完成する[3]。
- 1961年（昭和36年）12月25日 - 第3スタンドと投票所が増設される[3]。
- 1964年（昭和39年）12月25日 - 全国競艇場初の冷暖房完備の特別観覧席（収容人員320名）が完成する[3]。
- 1965年（昭和40年）1月26日 - 火災によりメインスタンドのほとんどを焼失[3]。3月1日に全面復旧[3]。
- 1966年（昭和41年）10月30日 - 「大アーケード」が完成する[3]。
- 1967年（昭和42年）4月1日 - 「大入場門」が完成する[3]。
- 1968年（昭和43年）6月30日 - 施設改善第1期工事（スタンド及び投票所）が完成する[3]。
- 1968年（昭和43年）12月20日 - 施設改善第2期工事（スタンド及び投票所）が完成する[3]。
- 1968年（昭和43年）12月24日 - 名鉄蒲郡競艇場前駅が開業[3]。
- 1969年（昭和44年）6月20日 - 施設改善第3期・4期・6期工事（スタンド、投票所、主審塔及び競技関係棟）が完成する。
- 1976年（昭和51年）6月1日 - 西スタンドが完成する[3]。
- 1983年（昭和58年）4月1日 - 蒲郡競艇場ファンクラブが発足する[6]。
- 1985年（昭和60年）4月1日 - 快走と「G」（蒲郡の頭文字のG）をあしらった蒲郡競艇場のシンボルマークが決まる。
- 1985年（昭和60年）6月20日 - 東スタンドが新スタンドとしてオープンする。
- 1985年（昭和60年）8月1日 - 「薄暮レース」を始める。
- 1986年（昭和61年）3月15日 - 電話投票が始まる[6]。
- 1986年（昭和61年）12月25日 - 「水上ステージ・対岸大型確定盤」が完成する。
- 1988年（昭和63年）11月16日 - JR東海三河塩津駅が開業[6]。キャッチコピーは「駅前ボート」[6]。
- 1991年（平成3年）3月30日 - 中央館が完成する[6]。
- 1991年（平成3年）4月1日 - 場内施設を西館、中央館、東館とし、入場門を西ゲート（旧正門）、中央ゲート（旧中門）、東ゲート（旧北門）とする[6]。
- 1991年（平成3年）4月27日 - 平成2年度中のスタート事故などが最も少ない競走場として「全国モーターボート競走会連合会」より表彰される[6]。
- 1993年（平成5年）3月31日 - ボートタワー[6]及びボートタワーを結ぶ上空通路の第1期工事が完成する。
- 1995年（平成7年）2月16日 - FAX情報サービスが始まる[6]。
- 1996年（平成8年）2月1日 - 大型映像装置「竹島ビジョン」完成[6]。
- 1997年（平成9年）3月3日 - 競艇広告大賞受賞。飯島直子出演の「いいじゃん蒲郡! （ウッシャー編）」。
- 1998年（平成10年）3月10日 - 蒲郡市議会がナイターレース開催の施策導入を基本決定する。
- 1998年（平成10年）3月14日 - ボートピア川崎竣工[7]。
- 1998年（平成10年）11月18日 - 蒲郡市がナイターレースの公開実走実験、競技の安全確認と周辺地域への影響を調査する。
- 1999年（平成11年）3月31日 - ナイターレースの照明設備が完成[7]。
- 1999年（平成11年）5月 - マスコットキャラクター「トトまる」が誕生する。6月20日よりテレビコマーシャルを開始する。
- 1999年（平成11年）7月1日 -  ナイター競走初開催。第1回ムーンライトレース。
- 2000年（平成12年）11月30日 - 3連勝単式[7]・同複式・拡大2連勝複式を投票法として新たに導入する。
- 2001年（平成13年）2月21日 - ポスターが「競艇広報センター」の第15回「競艇広告大賞」ポスター部門で広告大賞を受賞する[7]。
- 2002年（平成14年）1月31日 - 収益配分問題で岡崎市が減額に同意、岡崎市役所で覚書を交わす。
- 2002年（平成14年）8月27日 - 競艇界で初めてSG競走のナイター開催（第48回モーターボート記念競走）が行われる[7]。
- 2003年（平成15年）12月24日 - 競艇界で初めて冬期のナイター競走「2003クリスマス&ファイナルナイターレース」が5日間開催される。
- 2005年（平成17年）3月28日 - 鉄道運賃の払戻しサービス（1,000円上限）が廃止。
- 2006年（平成18年）3月 - 全ての競走がナイター競走となる。
- 2006年（平成18年）8月22日 - ボートピア名古屋竣工[8]。
- 2008年（平成20年） - 江戸川競艇場の周年記念が競艇界初の代替として江戸川大賞IN蒲郡が開催された。
- 2010年（平成22年）3月31日 - 岡崎市が事業から撤退[8]。
- 2011年（平成23年）3月30日 - 毎日夕方にCBCラジオ「競艇結果速報」と東海ラジオ「競艇・競輪ニュース」内で長年にわたって放送されていたレース結果・払戻金案内（レース非開催日は次回の開催案内）が終了。
- 2014年（平成26年）4月26日 - 1マーク側にメインスタンドとなる新スタンドを竣工。

## ナイター開催

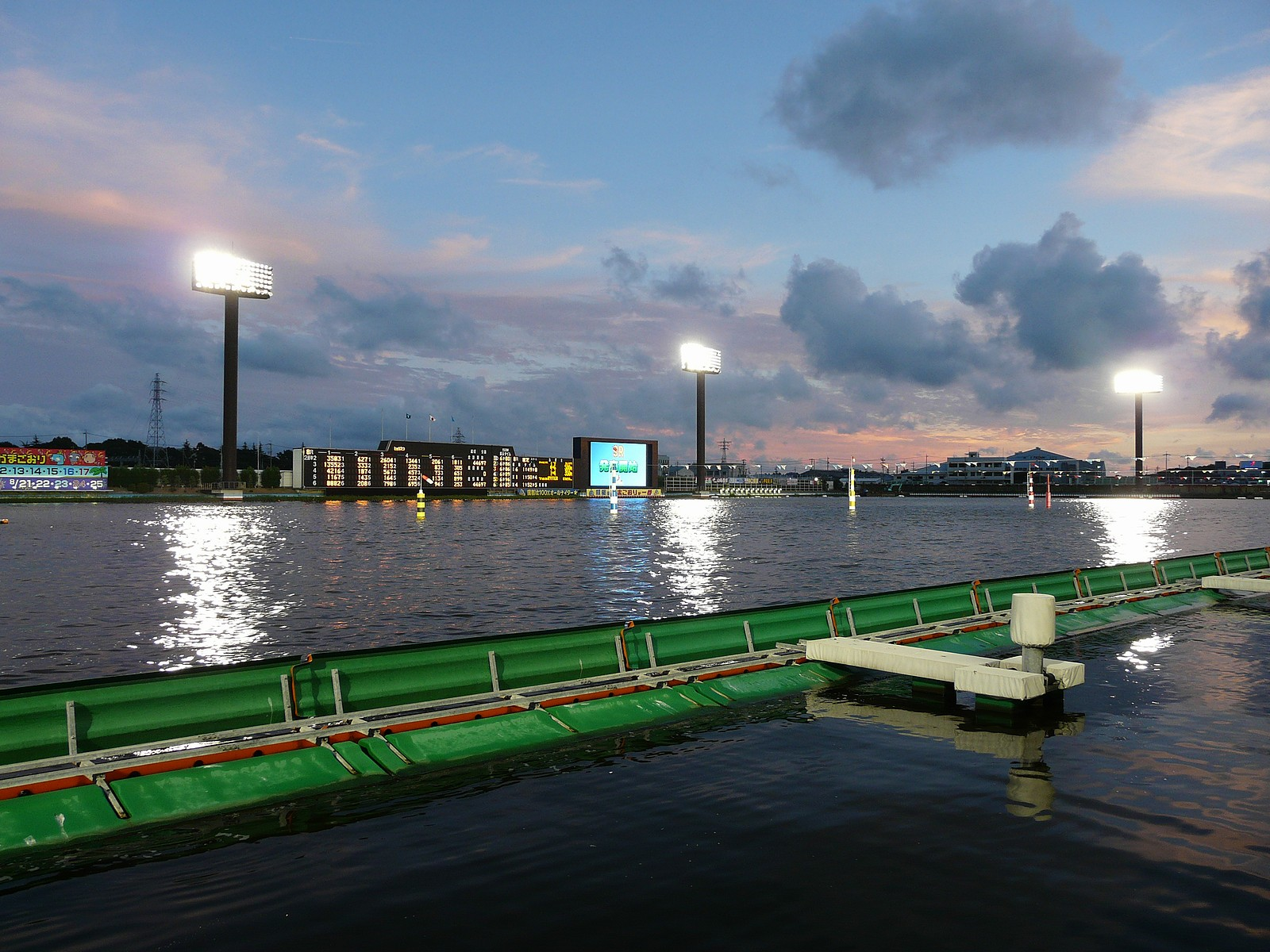
ナイター時の場内

- 1985年（昭和60年）8月1日 に「薄暮レース」を始める。
- 1998年（平成10年）に蒲郡市議会においてナイター開催を決定し、11月より試験走行および周辺への影響を調査。周辺の住民への安全を配慮し、警備体制を強化する。
- 1999年（平成11年）7月1日からナイター競走「ムーンライトレース」を開始。
- 2002年（平成14年）8月27日には競艇界で初めてSG競走のナイター開催（第48回モーターボート記念競走、 9月1日まで）が行なわれた。
- 2003年（平成15年）12月24日には競艇界で初めて冬期のナイター競走「2003クリスマス&ファイナルナイターレース」が5日間開催された。
- 2006年（平成18年）3月頃からは一般競走も含めて蒲郡で開催される全ての競走がナイター競走となった。なお冬期におけるナイター競走は、屋内型競輪場である小倉競輪場で既に導入されていたが、競輪祭など昼間開催となるケースがあるため、純粋な形での通年ナイター競走開催を導入したのは蒲郡競艇場が全公営競技場を通じて初めてである。なお、本場開催が全てナイター競走となった公営競技場は、他に旭川競馬場[† 1]（北海道旭川市・ホッカイドウ競馬）→門別競馬場（日高町・同左）[† 2]、四日市競輪場[† 3]（三重県四日市市）、若松競艇場（福岡県北九州市）、丸亀競艇場（香川県丸亀市）、高知競馬場（高知県高知市）がある。
- 2011年（平成23年）4月4日 - 4月9日と4月16日 - 4月21日の2節は、同年3月11日に発生した東日本大震災の影響によりナイター競走を自粛し、昼間開催で行われた。なお、蒲郡での昼間開催は5年ぶりであった。
- 2014年（平成26年）4月26日 - スタンド（観覧場）を立て替えてリニューアルオープン。
- 2021年（令和3年）1月15日 - 新型コロナウイルスの感染拡大に伴う緊急事態宣言発令を受け、解除される当面の間1Rのスタート展示を14時00分、12Rの発売締切を19時45分に設定しナイター競走を継続する見通し。

## コース概要

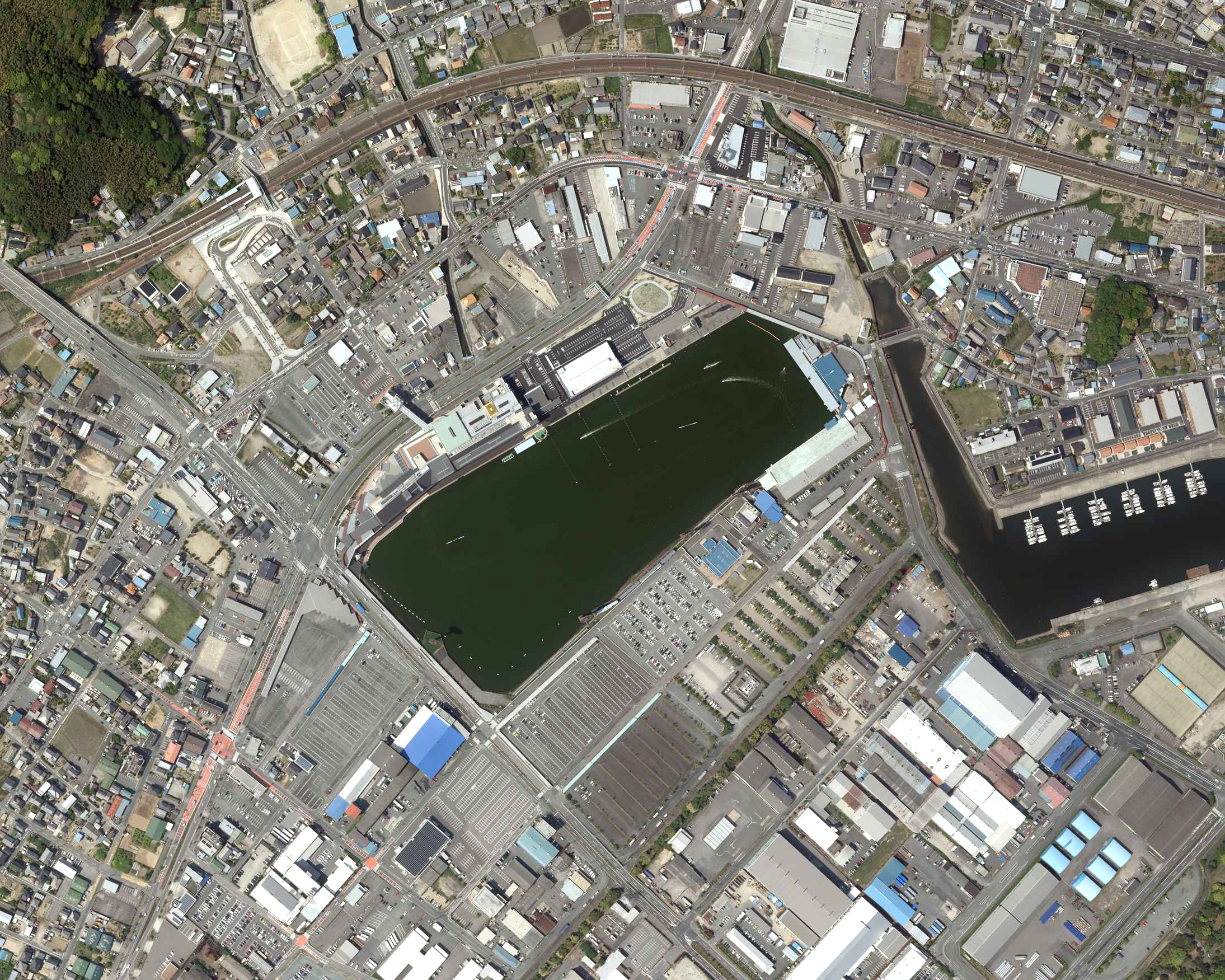
蒲郡競艇場周辺の空中写真。2015年4月30日撮影。。

競走水面はプールで、水質は海水。塩分濃度は低く、潮の満ち引きの影響をほとんど受けない。競走水面の広さは日本のレース場の中でも有数で、1M明けてからのコース幅が156.7mと24場の中でも一番広く、旋回する時に対岸にぶつかる危険性が少ないためスピードを保ちやすい。海の近くに位置するが、湾の内側にあるため風の影響はそれほどない。そのため安定板が付くことも滅多にない。イン優勢の流れは他の競艇場同様変わらないが、広大なバックストレッチや水面である事と穏やかな水面故スピードがキープしやすい事から、近年はインコースの勝率が低下傾向にあり、コース不問で多彩な決まり手が出やすい水面に変化している。

## ギャラリー

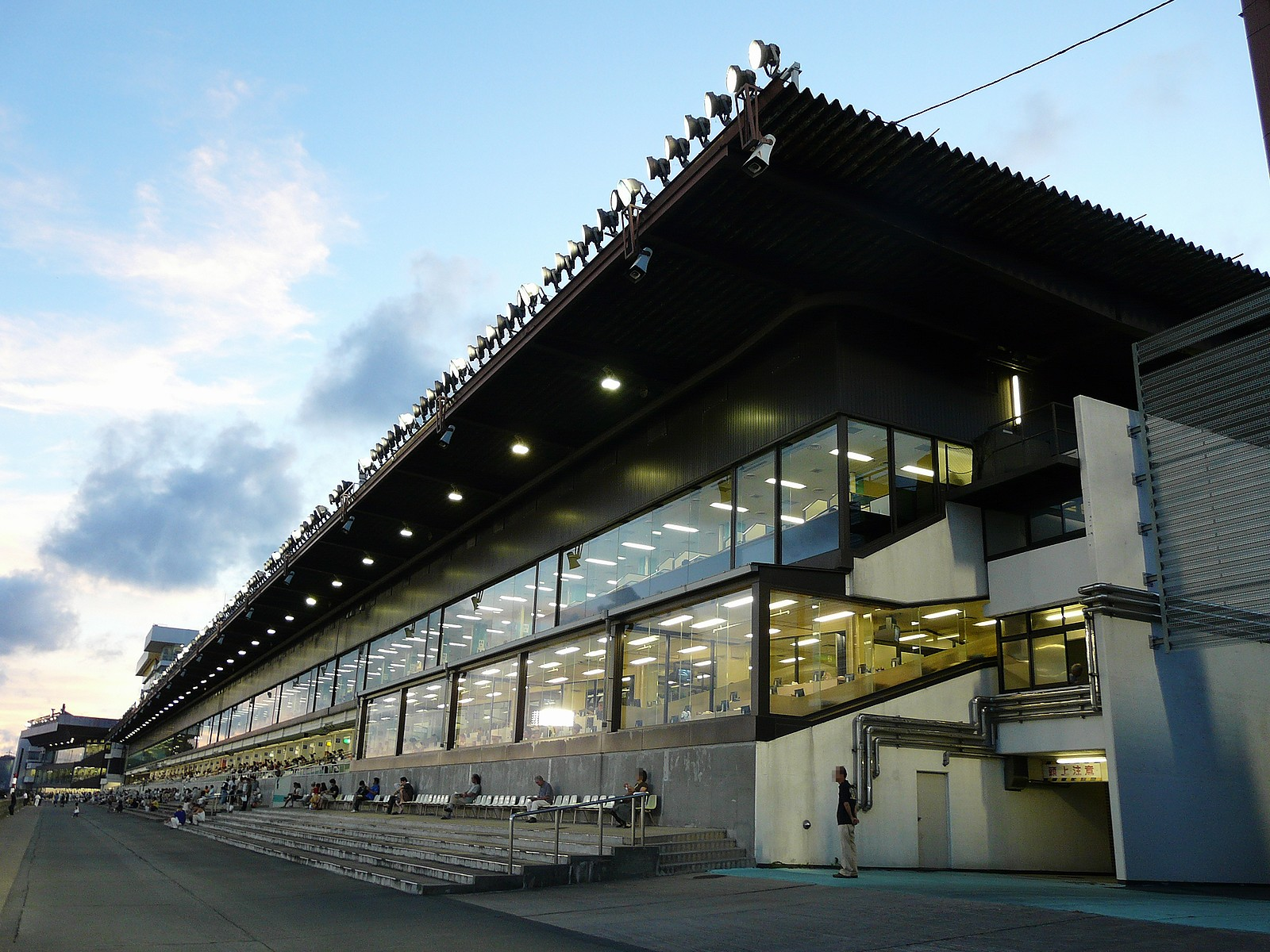
観客席
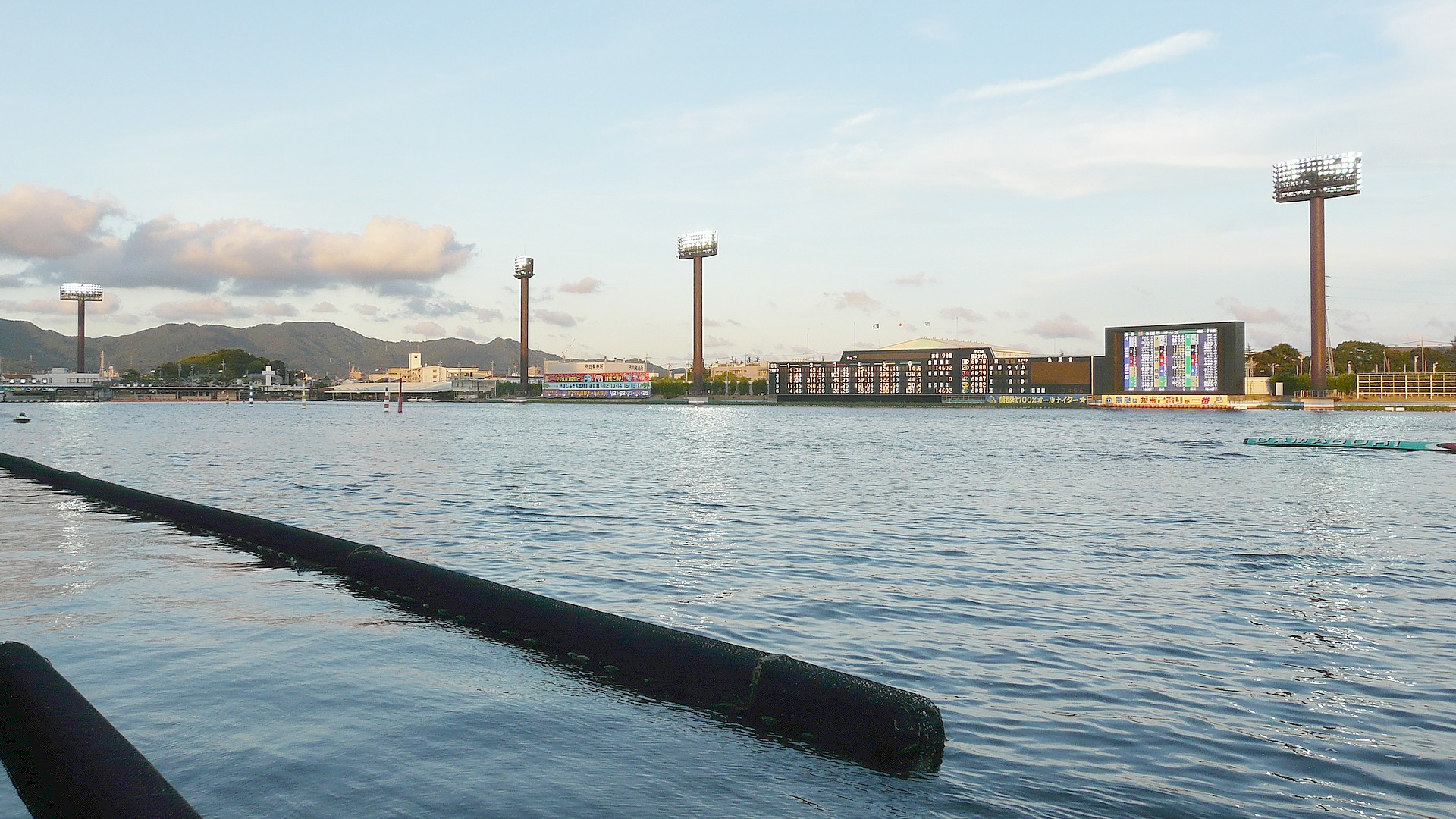
水面
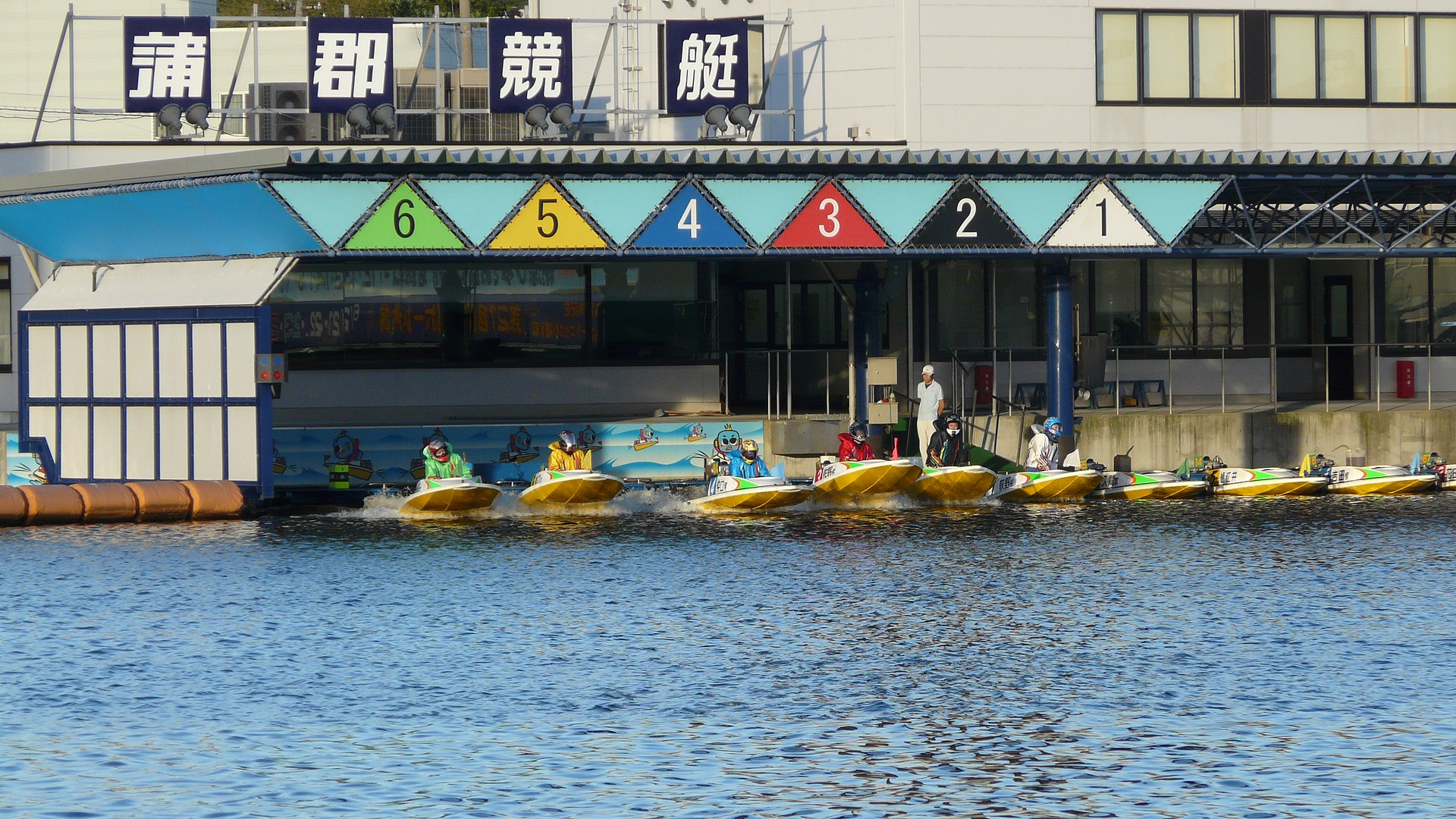
発走ピット
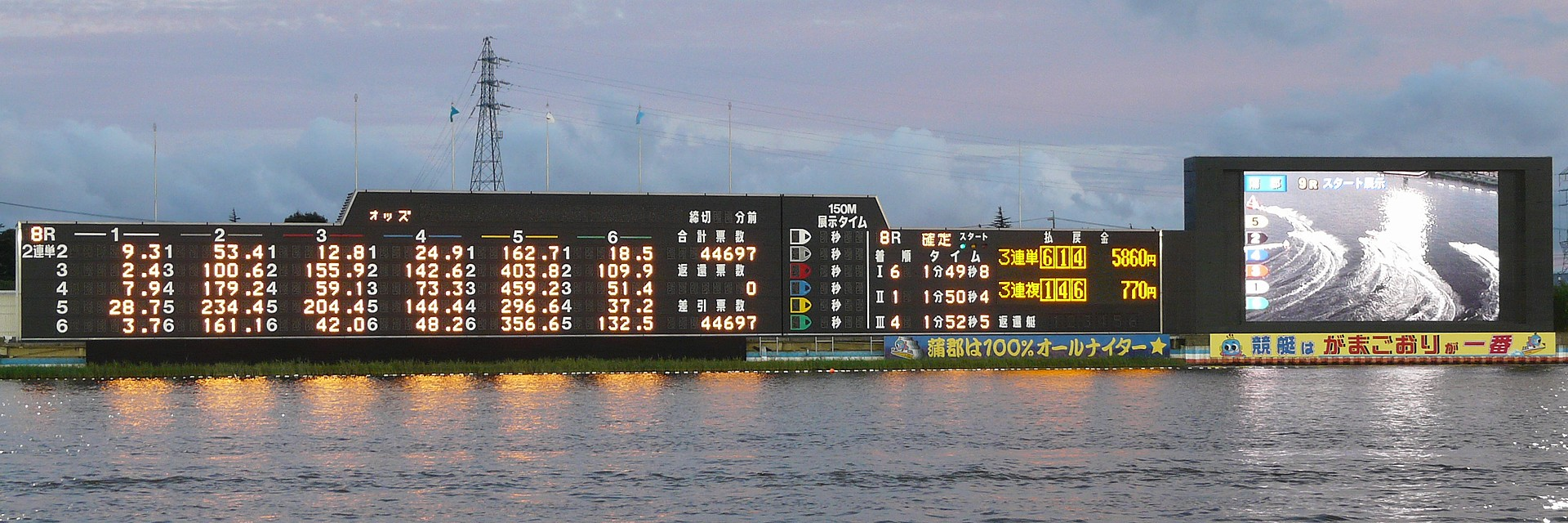
電光掲示板

## 主要開催競走
周年記念（GI）として「オールジャパン竹島特別」が開催されている。
これとは別に、2008年は東京都江戸川競艇場の施設改善工事実施の閉鎖に伴う代替処置として、「周年記念・江戸川大賞IN蒲郡」も行われた。
正月には中日スポーツ賞龍神杯、ゴールデンウィークには中日スポーツ賞竹島弁天杯、お盆には納涼しぶきお盆特別選抜戦が行なわれる。
企業杯競走（GIII）として「KIRIN CUP」が行なわれている。オールレディースの名称はガマの女王決定戦。ヴィナーズシリーズの名称はムーンライトプリンセス決定戦。ルーキーシリーズの名称はスカパーJLC杯。マスターズリーグの名称はガマの鉄人決定戦。一般戦ではあるが、準優6レース制が行われている。昔は愛知支部と静岡支部による愛知・静岡対抗戦が行なわれていた。

## 開催実績

### SG開催実績
★印はナイター開催
| 年度 | 競走名                          | 優勝者     | 登番 | 出身 （所属支部） |
| ---- | ------------------------------- | ---------- | ---- | ----------------- |
| 1971 | 第6回総理大臣杯                 | 松尾幸長   | 1440 | 佐賀              |
| 1976 | 第23回全日本選手権              | 野中和夫   | 2291 | 大阪              |
| 1980 | 第15回総理大臣杯                | 中本逸郎   | 2760 | 広島              |
| 1982 | 第28回モーターボート記念        | 彦坂郁雄   | 1515 | 千葉              |
| 1987 | 第22回総理大臣杯                | 国光秀雄   | 2697 | 長崎              |
| 1992 | 第27回総理大臣杯                | 鈴木幸夫   | 2876 | 愛知              |
| 1992 | 第2回グランドチャンピオン決定戦 | 中道善博   | 2096 | 徳島              |
| 1996 | 第42回モーターボート記念        | 新良一規   | 2930 | 山口              |
| 1999 | 第26回笹川賞                    | 濱村芳宏   | 3295 | 徳島              |
| 2000 | 第27回笹川賞                    | 熊谷直樹   | 3200 | 北海道            |
| 2002 | 第48回モーターボート記念★       | 今垣光太郎 | 3388 | 石川              |
| 2003 | 第8回オーシャンカップ★          | 辻栄蔵     | 3719 | 広島              |
| 2004 | 第50回モーターボート記念★       | 今垣光太郎 | 3388 | 石川              |
| 2007 | 第53回モーターボート記念★       | 魚谷智之   | 3780 | 兵庫              |
| 2008 | 第13回オーシャンカップ★         | 松井繁     | 3415 | 大阪              |
| 2010 | 第56回モーターボート記念★       | 今村豊     | 2992 | 山口              |
| 2011 | 第16回オーシャンカップ★         | 佐々木康幸 | 3909 | 静岡              |
| 2015 | 第61回ボートレースメモリアル★   | 篠崎元志   | 4350 | 福岡              |
| 2016 | 第26回グランドチャンピオン★     | 山崎智也   | 3622 | 群馬              |
| 2018 | 第65回ボートレースダービー★     | 守田俊介   | 3721 | 京都（滋賀）      |
| 2020 | 第23回チャレンジカップ★         | 毒島誠     | 4238 | 群馬              |
| 2021 | 第67回ボートレースメモリアル★   | 原田幸哉   | 3779 | 愛知（長崎）      |
| 2023 | 第70回ボートレースダービー★     | 峰竜太     | 4320 | 佐賀              |

### プレミアムG1開催実績
★はナイター開催
| 年度 | 競走名                          | 優勝者     | 登番 | 出身 （所属支部） |
| ---- | ------------------------------- | ---------- | ---- | ----------------- |
| 1990 | 第4回新鋭王座決定戦             | 山崎昭生   | 3064 | 香川              |
| 1991 | 第4回女子王座決定戦             | 鵜飼菜穂子 | 2983 | 愛知              |
| 1997 | 第10回女子王座決定戦            | 渡邊博子   | 3114 | 愛知              |
| 2017 | 第4回ヤングダービー★            | 中田竜太   | 4547 | 福島（埼玉）      |
| 2019 | 第33回レディースチャンピオン★   | 大山千広   | 4885 | 福岡              |
| 2024 | 第13回クイーンズクライマックス★ | 遠藤エミ   | 4502 | 滋賀              |

## SG・プレミアムG1開催予定
- 第61回ボートレースクラシック（SG）2026年（令和8年）3月24日 - 29日

## CMキャラクター

### 過去
- 飯島直子（1995年 - 1996年） - 1997年（平成9年）3月3日に「いいじゃん蒲郡（ウッシャー編）」で競艇広告大賞（映像部門）を受賞。
  - 「いいじゃん! 蒲郡」をキャッチフレーズにしていた。
- 細川ふみえ（1997年）
  - 「いいじゃん! 蒲郡」をキャッチフレーズにしていた。コマーシャル撮影は蒲郡競艇で行われ、市職員などがエキストラで参加した。
- ザ・ニュースペーパー（2009年）
  - メンバーが小泉純一郎、安倍晋三、東国原英夫、麻生太郎、福田康夫、小沢一郎、舛添要一、バラック・オバマに扮している。キャッチコピーは「競艇劇場」
- 島木譲二（2010年）
  - 夏季ナイター開催にあわせて実施されるイベント「ガマナツ2010」で「蒲郡競艇を征服するためにやってきた悪の組織『ガマガマ団』」総帥として登場[9]。

### マスコットキャラクター
- トトまる
  - 蒲郡生まれで半魚人の駆け出し競艇選手。他にもキューティートト（トトまるの彼女）やゴントトなどの仲間がいる。作者は藤原まゆみ。コンペによって選ばれる。名前は公募によって決定。それにちなんで蒲郡トトまるナイト特別が行われている。ナイター競走の開始により誕生した。テレビコマーシャルでは2013年まで声優の野沢雅子が声を演じていた。
  - 蒲郡市内および周辺にある電柱の巻付型広告や袖型広告は、1985年（昭和60年）4月1日に制定されたシンボルマーク（快走と「G」をあしらったもの）が書かれている部分がトトまるに書き換えられている。
  - 2008年にはトトまるが2頭身キャラからリアルキャラに変身し「トトまるG」として登場した[10]。

## アクセス
- JR東海東海道本線三河塩津駅下車。
  - 徒歩（約5分）[11]。
- 名鉄蒲郡線蒲郡競艇場前駅下車。
  - 徒歩（約5分）[11]。
- JR東海東海道本線・名鉄蒲郡線 蒲郡駅下車。
  - 蒲郡駅前バス停（南口専用バス乗場）から蒲郡競艇場 無料送迎バス（約10分）に乗車[1][2][11]。
  - 徒歩（約30分）。
- 東名高速道路 音羽蒲郡ICより三河湾オレンジロード・国道23号を経由（約13km、約25分）[11]。
- 東名高速道路 豊川ICより国道151号・小坂井バイパス・国道23号を経由（約25km、約45分）[11]。
- 東名高速道路 岡崎ICより愛知県道26号岡崎環状線・国道248号・国道23号を経由（約18km、約30分）[11]。
- 名鉄東岡崎駅北口バスターミナル3番乗り場から出ていた無料送迎バスは2021年3月31日をもって廃止された。